# Flash (Michel Petrucciani)
Flash è il primo album discografico del pianista jazz francese Michel Petrucciani (a nome Michel Petrucciani, Mike Zwerin, Louis Petrucciani, Aldo Romano), pubblicato dall'etichetta discografica Bingow Records nel 1980.

## Tracce
Lato A
1. Flash – 5:33 (Michel Petrucciani)
2. In Your Own Street Way – 5:25 (Dave Brubeck)
3. English Blues – 2:52 (Michel Petrucciani)
4. Here's That Rainy Day – 4:29 (Johnny Burke, Jimmy Van Heusen)

Lato B
1. Giant Steps – 3:57 (John Coltrane)
2. Ballade – 5:46 (André Jaume)
3. Vaucluse Blues – 7:14 (Michel Petrucciani)

## Musicisti
- Michel Petrucciani - pianoforte
- Mike Zwerin - trombone a pistoni (brani: In Your Own Street Way, Ballade e Vaucluse)
- Mike Zwerin - basso tromba (brani: Flash e Ballade)
- Louis Petrucciani - contrabbasso (eccetto nel brano: Here's That Rainy Day)
- Aldo Romano - batteria (eccetto nel brano: Here's That Rainy Day)

Note aggiuntive
- Mike Zwerin - produttore
- Jean Guèrin - assistente alla produzione
- Philippe Gaviglio - produttore esecutivo
- Registrazioni effettuate al Jean Roché Studio di St-Martin-de-Castillon (Francia), l'11, 12 e 13 agosto 1980
- Jean Roché - ingegnere delle registrazioni
- Jacques Chesnel - dipinto in copertina frontale album (ringraziamento a Mephisto e Jean-Pierre Leloir)
- Jean Buzelin - design copertina[1]